# WD-40

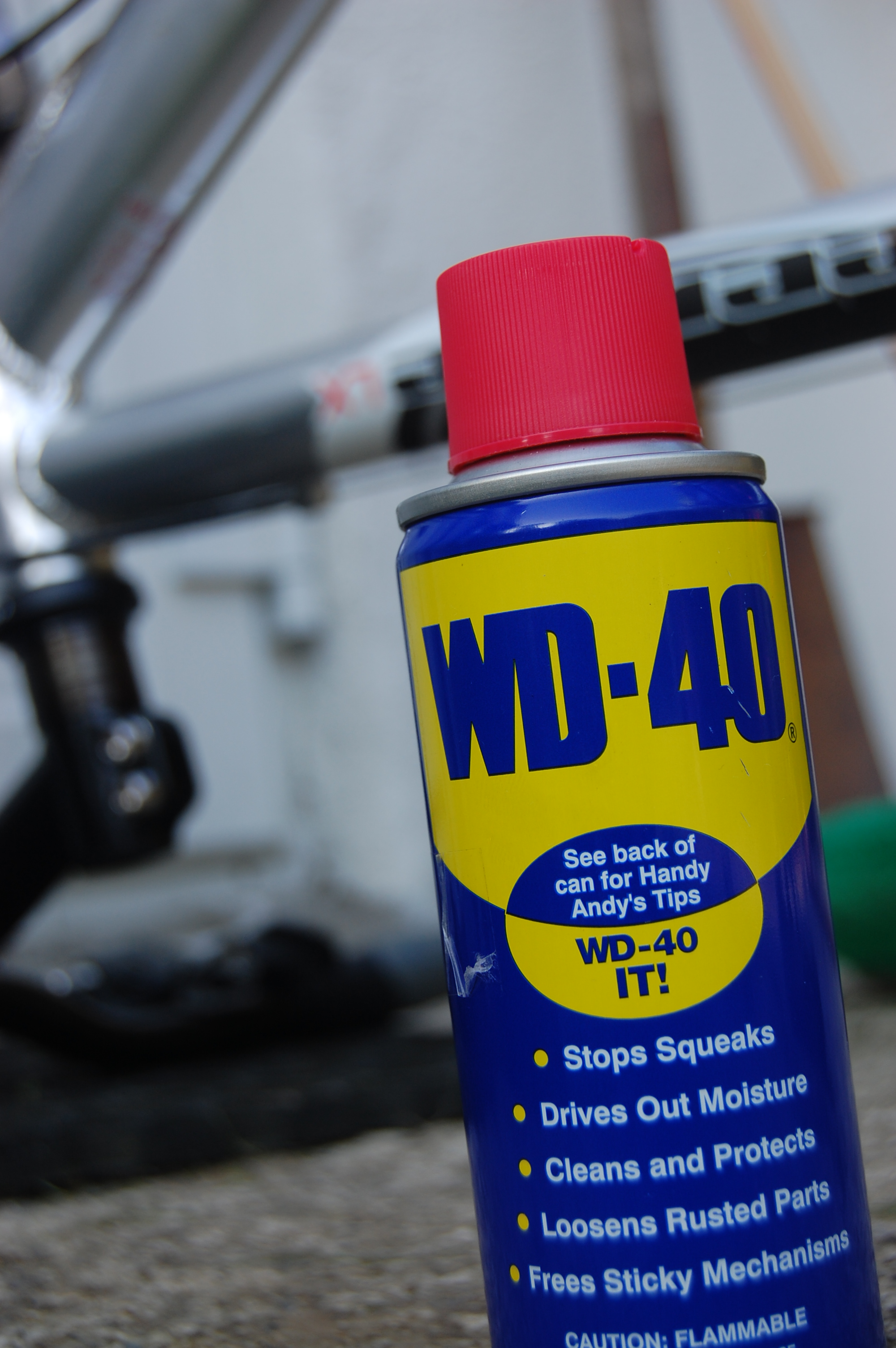
WD-40

WD-40 is een merknaam van een wereldwijd verkrijgbare waterverdrijvende spray die in 1953 werd ontwikkeld door Norm Larsen, oprichter van de Rocket Chemical Company, San Diego, Californië. Oorspronkelijk werd het gebruikt om corrosie in de stalen zuurstoftank van de ICBM SM-65 Atlas tegen te gaan; in latere instantie werd het voor vele andere toepassingen gebruikt. De spray bestaat uit een samenstelling van verschillende koolwaterstoffen.
WD-40 staat voor "Water Displacement - 40th Attempt", verwijzende naar Larsens 40e poging om een succesvolle formule te vinden voor zijn anti-corrosiemiddel.
WD-40 heeft naast het bekende Multi-Use Product ook een reeks aan technische sprays genaamd; “WD-40 Specialist”.